# ミグラスタチン
ミグラスタチン（Migrastatin）は、バクテリアStreptomyces platensis (en) から単離された天然有機化合物である。ミグラスタチンおよびその誘導体（イソミグラスタチン等）は、がん細胞の転移阻害活性を有し、がん治療に利用できる可能性が示されている。